# ۱۹۹ (قمری)
۱۹۹ (قمری)، صد و نود و نهمین سال در گاهشماری هجری قمری است. اول محرم این سال برابر با بیست و ششم اوت سال ۸۱۴ میلادی است.